# Fortificaciones del Monte Saint-Michel
Las fortificaciones de Mont Saint-Michel son un conjunto de estructuras defensivas medievales localizadas en la comuna francesa de Mont-Saint-Michel en la Mancha, construidas a fin de proteger el monte y su abadía; en este sentido desempeñaron un papel fundamental durante la Guerra de los Cien Años. Esta muralla data de los siglos XIII y XVI.
Los restos de murallas y torres más destacables se encuentran al sur y al este de la isla. Están clasificadas e inscritas como Monumento histórico de Francia desde el año 1875.
Las murallas y fortificaciones de Mont Saint-Michel forman parte del conjunto "Monte Saint-Michel y su bahía" que fue declarado Patrimonio de la Humanidad por la Unesco en 1979

## Descripción
La muralla se compone de murallas flanqueadas por torres semicirculares y por une torre bastionada:
- la torre Claudine,
- la torre del Norte,
- la torre de la Libertad,
- la torre de la Arcada,
- la torre del Rey,
- la torre Boucle (bastionada).

El camino de ronda y los parapetos son del siglo XV así como diversas obras de defensa como:
- la puerta del Rey,
- la Avanzada y su puerta,
- el Boulevard y su puerta,
- el corps de garde des Bourgeois (siglo XVI).